# 聯氨
聯氨（英語：Hydrazine），又稱聯胺或（无水）肼，分子式為N2H4，是無色的劇毒化合物。致死量為小鼠口服LD50为59mg/kg，静脉注射LD50为57mg/kg。其一水合物（N2H4·H2O）称作水合联氨或水合肼。
常態下呈無色油狀液體。氣味類似氨，溶於水、醇、氨等溶劑，常用於人造衛星及火箭的燃料、鍋爐的抗腐蝕劑、炸藥與抗氧化劑等。
联氨有吸湿性，在空气中发烟。燃烧會呈紫色火焰。液体中分子以二聚体存在。有强还原性和腐蚀性，能侵蚀玻璃、橡胶、皮革、软木等。

## 製取
可由次氯酸钠与氨反应制得。
NaClO + 2NH3 → N2H4 + NaCl + H2O
还可由氨、丙酮的混合物与氯气反应的产物水解制取，同时得到联氨和丙酮：
4NH3 + (CH3)2CO +Cl2 → (CH3)2C(N2H2) + 2NH4Cl+H2O
(CH3)2C(N2H2) + H2O → (CH3)2CO + N2H4

## 性质

### 结构
聯氨的結構是從一對氨分子裡各取一個氫原子，然後再把它們結合起來，每一個H2N-N次單元是個金字塔。H-N-H角为108°，N-N鍵距離1.45Å。按照联氨偶极矩为1.85D及N-H键矩为4.44(10−30Cm)计算得到偏转角为0.5°，分子符合重叠构象，近似C2v点群。也有认为分子符合偏轉構象。旋扭難度是乙醇的兩倍，結構特性像过氧化氢。

### 化学性质
聯氨的碱性仅为氨的15分之一。
N2H4  +  H+ →  [N2H5]+
K = 8.5 x 10-7
（氨之K值 = 1.78 x 10−5）
成盐：
[N2H5]+  +  H+ →  [N2H6]2+ 
K = 8.4 x 10-16
但需注意的是，[N2H6]2+完全水解，因此这个离子很难存在于水溶液中：
[N2H6]2+ + H2O → N2H5+ + H3O+
联氨可以和二氧化碳反应：
N2H4 + CO2 → N2H3COOH
和NH3类似，联氨可以以分子的形式和一些金属化合物形成配合物。
它可以在铜离子的催化下和过氧化氢反应：
N2H4 + 2 H2O2 → N2 + 4 H2O

## 用途
與四氧化二氮混合使用可當作火箭的燃料。但通常会作为姿态控制火箭的单组元推进剂，在离开喷口前经过催化剂产生自燃。
N2O4 + 2N2H4 → 3N2 ↑ + 4H2O
压水式核电机组启动时，會向一迴路冷却剂中注入联氨以除去水中的氧。
N2H4+ O2 → 2H2O + N2↑
在鹼性環境下可作為還原劑使用。
N2H4 + 4OH- → N2↑ + 4H2O + 4e- (𝐸ᶱ = +1.16V)
有機化學中，聯氨經常被作為還原試劑，以進行沃－凱氏還原反應。
绝大部分情况下，联氨可被水合联氨代替使用，以降低其危险性。

## 危险性

### 对人健康的危害
吸入本品蒸汽、刺激鼻和上呼吸道。此外，尚可出现头晕、恶心、呕吐、和中枢神经系统症状。液体或蒸汽对眼有刺激作用，可致眼的永久性损害。对皮肤有刺激性，可造成严重灼伤。可经皮肤吸收引起中毒，可致皮炎。口服引起头晕、恶心，以后出现暂时性中枢性呼吸抑制、心律紊乱，及中枢神经系统症状，如嗜睡、运动障碍、共济失调、麻木等，肝功能可出现异常。长期接触可出现神经衰弱综合征，肝大及肝功能异常。

### 化学活性
遇明火、高热可燃。具有强还原性。与氧化剂能发生强烈反应，引起燃烧或爆炸。遇氧化汞、金属钠、氯化亚锡、2,4-二硝基氯苯剧烈反应。
前蘇聯有次失敗爆炸的火箭試射是將硝酸與聯胺作為火箭發動機的燃料，好處是不用經過點火程序，兩相混合即會自燃，簡單易用失敗率低，因此受到早期太空科技領域的歡迎。因為其自燃，高腐蝕，劇毒特性，只要發射失敗就會嚴重汙染發射場土地，即便成功發射也會污染大氣。目前已逐漸被相對環保的火箭燃料（液態氫氧，煤油等）取代而淘汰，目前多用於地球軌道衛星與外太空探測器使用（免點火裝置推進劑），因為外太空使用沒有環保汙染顧慮。

### 环境危害
对环境有危害，对水体可造成污染。

## 外部連結
- Lu Le Laboratory 聯氨與七氧化二錳之反應 420fps （页面存档备份，存于）
- Lu Le Laboratory 聯氨與七氧化二錳在半開放環境反應 420fps （页面存档备份，存于）